# Calamus arctifrons
Calamus arctifrons är en fiskart som beskrevs av Goode och Bean 1882. Calamus arctifrons ingår i släktet Calamus och familjen havsrudefiskar. Inga underarter finns listade.